# 崔沆 (高麗の武臣)
崔 沆（チェ・ハン、大安元年（1209年） - 宝祐5年閏4月2日（1257年5月17日））は、高麗の武臣・権臣・政治家である。武臣政権の第7代執権者。
初名は萬全（マンジョン）、法名は法祐。崔瑀の庶子で、崔忠献の孫にあたる。一時期、双峰寺の住職になったが、父の命により還俗し、上護軍と戸部尚書を経て枢密院副使・吏兵二部尚書に上った。後に中書令に達し、晋平公に追封された。

## 生涯
崔瑀の庶子として生まれ、崔沆本人の墓地名によれば熙宗5年（1209年）に生まれた。本貫は牛峯崔氏で、最初の名前は萬全と呼ばれた。はじめ双峰寺で兄の萬宗（マンジョン）と共に僧侶となり、双峰寺の住持にあったが、高宗35年（1248年）に父の崔瑀が病気にかかると、俗世に戻って「沆」に改名した。任翊に文を学び、権韙に礼を学びた。当時の高麗では父や祖父が高官に上ったり、国家に勲功を立てた場合に、その子孫に特別に品階を授けた「音書制度」で官職に上がった。
父の生前に左右衛上護軍・戸部尚書をつとめた。枢密院知奏事になり、崔瑀から私兵500人を分譲された。高宗36年（1249年）、父の崔瑀が死去した後、政権を掌握して銀青光禄大夫に昇進、枢密院副使となった。吏兵二部尚書・御史大夫・太子賓客を経て、東西北面兵馬使を兼ねた。続いて教定別監に就任する。祖父の崔忠献の肖像を昌福寺に、父の崔瑀の肖像を禅源寺に移すにあたって、盛大な儀式を施した。
猜疑心が強く、讒言を喜び、忠言を聞いても人に調査せずにこれを猛信した。他人を誹謗する言葉をよく信じて、卑劣な感情で密告する者にも賞を与え、告発を受けた者は、容赦なく追いかけて厳罰に処した。高宗37年（1250年）、前枢密院副使の周粛とその一族を殺した。高宗38年（1251年）、知枢密院事の閔曦や枢密院副使の金慶孫（キム・ギョンソン）を追放して、流刑地に行く途中で殺害した。続いて、左承宣の崔峘（チェ・スク）・将軍の金安・指諭の鄭洪裕などを流配させ、参知政事の鄭晏（チョン・アン）を殺した。各州県の税金を減らす一方、様々な道の門番を減らして人件費を節約して人望を得た。父の崔瑀の晋陽公の食邑、大蔵経の板閣と江都の築城と大廟創建などの功を表彰するすべてをすべて仕様して受けていなかった。
高宗39年（1252年）、モンゴルのダルガチらが入国し、高宗が江華島から出て開京にもどりみずから使者を迎えるように要求すると、高麗の百官たちはそのまま受け入れようとしたが、崔沆がひとりこれに反対し、代理として新安公李峴を送って迎えさせた。高宗40年（1253年）、モンゴルが高麗に大軍を送り、高宗に江華島から出るよう督促するために侵攻すると、金俊（キム・ジュン）などが太子を送ってモンゴル軍を慰撫しようと提案したが、最後まで反対した。
モンゴルが江華出島を要求してくると、崔沆は昇天府に新宮殿を建ててそれに応えるよう偽装し、秘密裏に原種に主張してダルガチに強く反対し、モンゴルから派遣されたダルガチらが王の出陸親迎を求めてくると、王の体が不自由であるという言い訳で王族である新安公李峴を送って代わりにダルガチたちを対面させるなど父の崔瑀の抗モンゴル政策を継承し、強硬策を貫いた。高宗44年（1257年）閏4月、執権8年ぶりに五十を眺める年齢で突然病死した。一説によると金俊が毒を入れ殺害した説があるが有力ではない。

## 死後
死後に「晋平公」に追封された。正妻とのあいだに嫡子がなかったため、宋㥠（ソン・ソ）の婢女が生んだ崔竩（チェ・ウィ）が後を継いだ。崔竩の殺害により崔氏政権が崩壊すると、生前の崔沆の居宅は撤去され、その土地は家のない民たちに分け与えられた。江華島鎮江山一帯にサドルがされた1963年に江華郡松海面陽五里の野山で崔沆墓地跡が発見され、彼の墓所付近と推定されるところで発見された『青磁銅画蓮花文瓢形注子』が出土した。大韓民国指定国宝133号に指定された。

## 崔沆が登場した作品
- 『武神』（文化放送、2012年、俳優：ペク・トビン）、（大蔵経1000年特別企画ドラマ）